# Apophylia tarsalis
Apophylia tarsalis es un coleóptero de la familia Chrysomelidae.
Fue descrita científicamente por primera vez en 1938 por Laboissiere.